# Colação de grau
A colação de grau é uma tradicional cerimônia acadêmica na qual o estudante concluinte do ensino superior recebe um diploma, certificando oficialmente suas competências em determinada faculdade do conhecimento. Além da graduação, colam grau os concluintes de cursos de pós-graduação stricto sensu: mestrado e doutorado.
No Brasil, o direito oficial para exercer a atividade depende da profissão. Formandos de cursos como Engenharia, além da posse do diploma, precisam estar devidamente registrados numa entidade regional do Conselho Federal de Engenharia e Agronomia; formandos de Direito e Ciências Contábeis precisam, além do diploma, submeter-se a exames específicos (respectivamente o Exame da OAB e Exame de Suficiência do Conselho Federal de Contabilidade).